# Gutefår

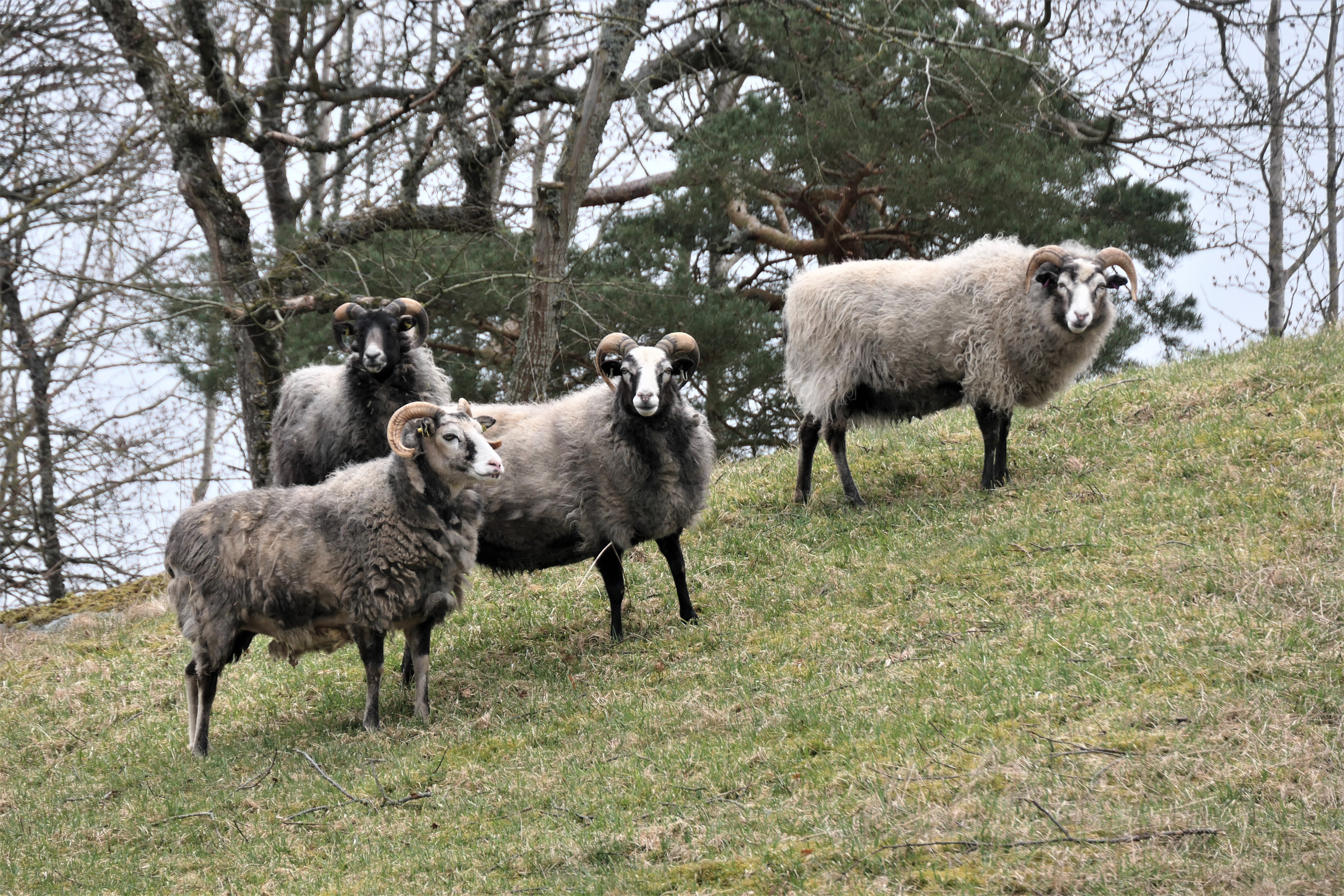
Gutefår vid Håle-Tängs kyrka i Grästorps kommun.

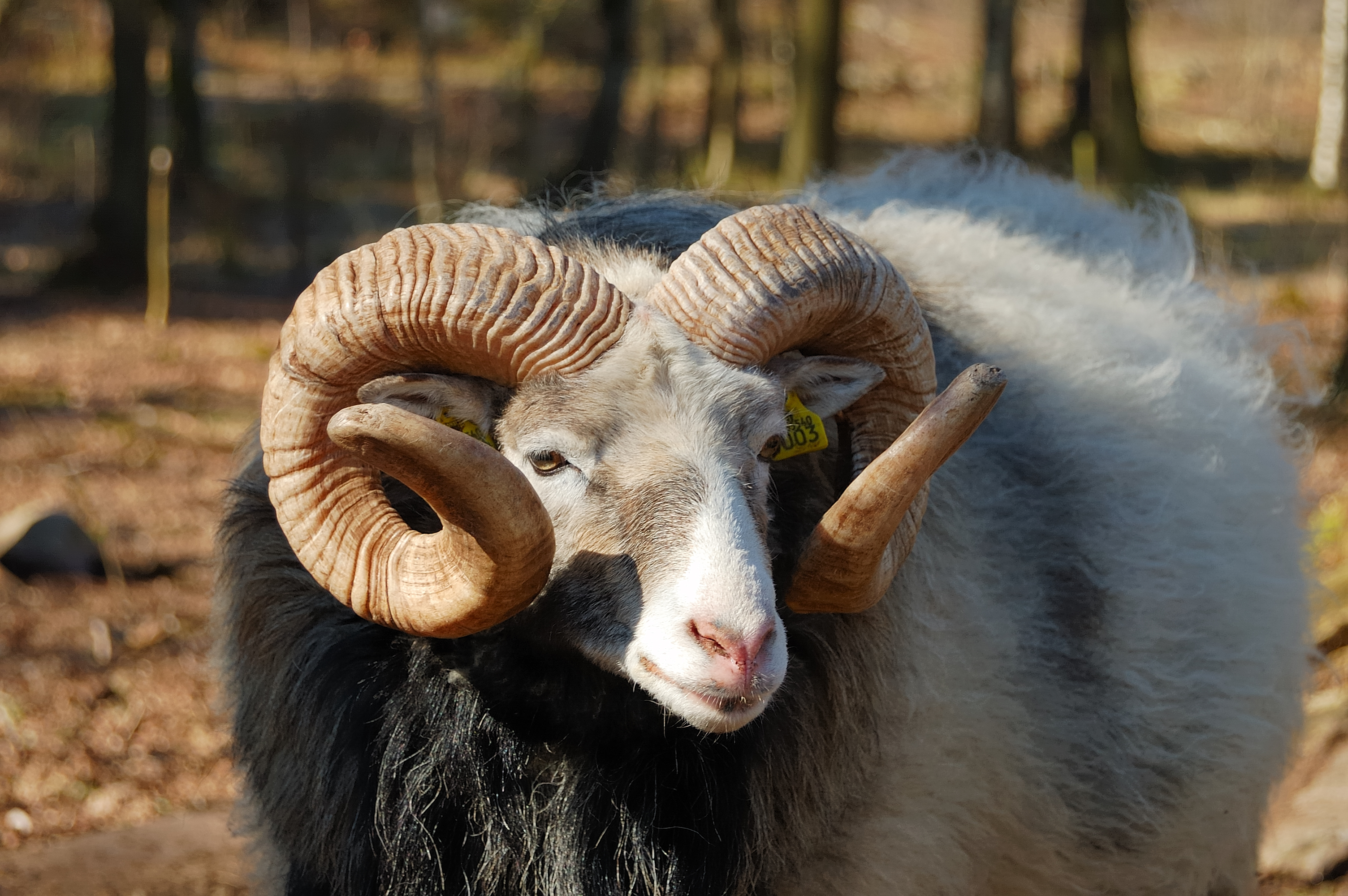
En gutebagge på Kättilsröds 4H-gård i Göteborg.

Gutefåret är en av de två inhemska fårraser på Gotland som bägge härstammar från det gotländska utegångsfåret. Den andra är gotlandsfåret.

## Beskrivning
Gutefåret är ett behornat lantrasfår där både tackan (honan) och baggen (hanen) bär horn. Gutefår tillhör gruppen nordiska kortsvansfår. Baggens horn är grövre och längre än tackans smalare och mer gracila horn. Ullen består av två typer av ullfibrer – täckhår och bottenull – och färgen varierar i huvudsak mellan ljusgrått och mörkgrått (den grå färgen är en blandning av svarta och färglösa hår), men flera underliggande genetiska varianter för pälsfärger finns kvar. 
Brunsten är relativt årstidsbunden till mellan slutet av oktober och början av december, vilket resulterar i att de flesta lamm föds i slutet av mars och i april. Tackorna föder ett eller två lamm. Trillingar förekommer men är ovanliga. Under 1970-talet förekom det att brittiska jacobfår korsades in i enstaka gutefårsbesättningar, i ett försök att få baggar med fler horn än två. Flerhornsanlaget finns dock inte hos gutefåret.  
Mått
- Mankhöjd: bagge 64–85 cm, tacka 65–71 cm
- Hornlängd: bagge 39–90 cm, tacka 21–43 cm
- Hornomkrets vid basen: bagge 20–29 cm, tacka 12–14 cm
- Svanslängd: båda könen 10–17 cm
- Längd: cirka 1,2 meter
- Vikt: 40–100 kg

## Bevarande

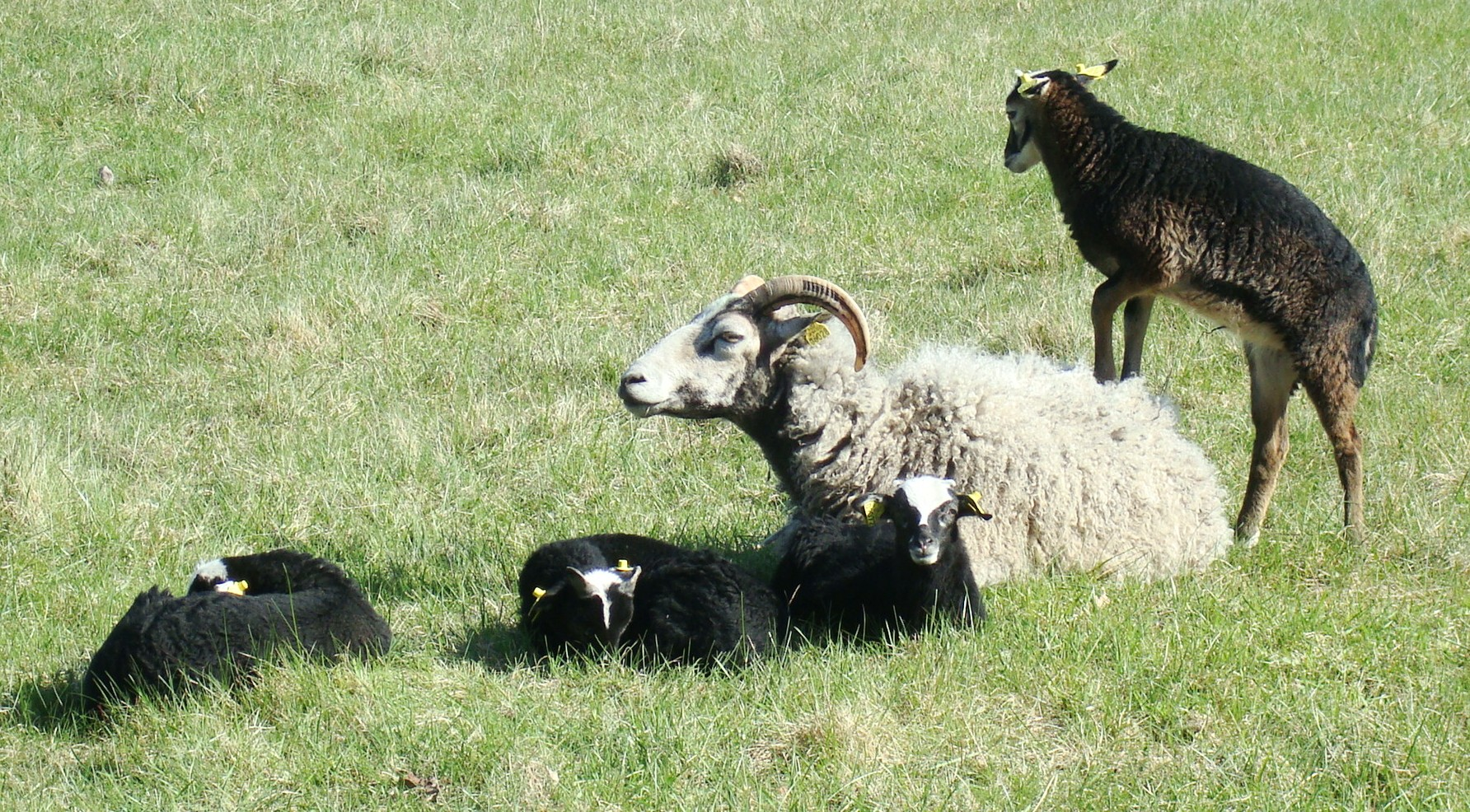
Gutefårtacka med fyra lamm i hage vid Polacksbacken, Uppsala.

Omkring 1920 började man avla det gotländska utegångsfåret för att få kulliga (hornlösa) djur med en jämnt grå, lockig päls, fri från bland annat manhår. Dessa får ligger till grund för dagens gotlandsfår (pälsfår). På 1930-talet började man samla in de kvarvarande behornade djuren. Bevarandearbete resulterade i att det gotländska hornfåret överlevde. 1973 kunde 63 baggar och 382 tackor räknas in på 41 besättningar. 1974 fick rasen namnet gutefår, men i folkmun på Gotland kallas den fortfarande "hånnlamb" (hornfår). 
Det finns två konkurrerande föreningar som arbetar med att bevara rasen: Föreningen Gutefåret, bildad 1977, och Gutefårakademin, bildad 2007. Bägge har byggt upp egna genbanker och håller sig med egna register. De flesta uppfödare är dessutom medlemmar i Svenska Fåravelsförbundet.

## Spridning
Rasen finns numera spridd i hela Sverige och ett litet antal besättningar finns även i Danmark och Tyskland.
Enligt Föreningen Gutefårets avelsplan, inlämnad till Jordbruksverket 2010, fanns det år 2009 drygt 5 100 gutefår i föreningens register, fördelade på 260 besättningar, medan Gutefårakademin avelsplan från 2008 menar att det då fanns cirka 9 000 gutefår, varav dock bara 2 000 kunde anses vara rasrena.. År 2011 var 3 183 gutefårtackor registrerade i Fårkontrollens avelsregister (Elitlamm Avel), och dessa födde det året 4 957 lamm.
Trots en långsam men stadig tillväxt av stammen klassas gutefåret som en hotad lantras, så för att öka statusen vill uppfödare och Hushållningssällskapet Gotland att fårrasen ska EU-märkas som skyddad ursprungsbeteckning.